# James E. Rothman
James E. Rothman (Haverhill, 3 de noviembre de 1950) es un biomédico e investigador científico estadounidense, galardonado en el año 2013 con el Premio Nobel de Medicina.
Es hijo de un médico pediatra. Rothman obtuvo una licenciatura de la Universidad de Yale en 1971. Inicialmente se matriculó en la Universidad de Harvard para estudiar medicina, pero obtuvo allí un doctorado en Bioquímica en 1976. Fue luego, hasta 1978, becario posdoctoral en el Instituto Tecnológico de Massachusetts.

## Carrera profesional
Rothman comenzó su carrera en el departamento de bioquímica de la Universidad de Stanford en 1978, en 1984 fue nombrado allí como responsable de una cátedra. Estuvo vinculado como profesor de biología molecular a la Universidad de Princeton entre 1988 y 1991 y posteriormente fue uno de los fundadores del departamento de bioquímica y biofísica celular del centro médico para el cáncer Sloan-Kettering, que luego llegaría a dirigir. En 2004 fue nombrado en la Universidad de Columbia como profesor de fisiología y biofísica celular y director del Centro de Bioquímica. En 2008 se convirtió en profesor de Ciencias Biomédicas de la Universidad de Yale, actualmente dirige allí esa cátedra y es el jefe del departamento de Biología Celular.

## Premios
En 2002 ganó el Premio Lasker de investigación médica básica. En 2010 Rothman recibió el premio Kavli de Neurociencia junto a Richard Scheller y Thomas C. Südhof por "el descubrimiento de las bases moleculares de la liberación de neurotransmisores".
En el 2013, se le otorgó el Premio Nobel de Medicina junto a Randy Schekman  y Thomas C. Südhof, porque "descubrieron los principios moleculares que gobiernan cómo se entrega la carga, en el lugar correcto, en el momento adecuado, en la célula”. Rothman en particular, descubrió cómo funciona una proteína que permite que las vesículas celulares se fusionen con sus objetivos, para luego lograr la transferencia de la carga. Las diferentes proteínas se unen solamente en combinaciones específicas, asegurando así que la carga se entregue a una ubicación precisa.